# Bitka pri Lingonesu
Bitka pri Lingonesu se je leta 298 odvijala med Zahodnim rimskim cesarstvom in Alemani. Rimsko vojsko je vodil Konstancij Klor in je zmagala.

## Bitka
Le malo bitk tistega časa v 130-letnem premoru med obdobjem, ki sta ga opisala Kasij Dion  in Amijan Marcelin, je v kakršni koli meri ustrezno dokumentiranih. Glede na malo znanega se zdi, da je Konstancij Klor, Cezar iz Galije, potoval po odprti deželi blizu Lingonesa (današnji Langres v departmaju Haute-Marne v Franciji) z majhnim spremstvom, ko ga je napadla barbarska vojska, ki je nepričakovano prečkala Ren. Cezar, ki je bil močno v manjšini, je bil v ostrem spopadu poražen, iz katerega je komaj ušel, očitno je bil ranjen. Zatekel se je v Langres, kjer je sovražnik obkolil ostanke njegove razbite vojske. Barbarsko zasledovanje mu je bilo tako za petami, da so ranjenega Cezarja po poročanjih z vrvjo potegnili po obzidju, saj garnizija ni hotela odpreti vrat v prisotnosti tako nevarnega sovražnika. Vendar so se garnizije okoliških mest hitro združile, da bi pomagale mestu in cesarju v stiski; oblegovalni tabor je bil presenečen in zaseden, viri pa trdijo, da je v pokolu padlo kar 60.000 Alemanov.